# Shapeshifter (album Gong)
Shapeshifter – album studyjny grupy rockowej Gong, wydany w 1992 roku nakładem Celluloid. Płyta nawiązuje treścią do tzw. mitologii Gongu, przede wszystkim do albumów składających się na Radio Gnome Trilogy (Flying Teapot, Angel’s Egg, You).

## Lista utworów
Opracowano na podstawie materiału źródłowego.
| Nr  | Tytuł utworu                 | Muzyka                          | Długość |
| --- | ---------------------------- | ------------------------------- | ------- |
| 1.  | „Gnomerique”                 | Daevid Allen                    | 0:07    |
| 2.  | „Shapeshifter”               | Daevid Allen, Didier Malherbe   | 4:53    |
| 3.  | „Hymnalayas”                 | Daevid Allen, Keith Bailey      | 7:38    |
| 4.  | „Dog-o-matic”                | Shyamal Maitra                  | 3:00    |
| 5.  | „Spirit With Me”             | Daevid Allen, Loy Ehrlich       | 2:27    |
| 6.  | „Mr Albert Parkin”           | Graham Clark                    | 0:17    |
| 7.  | „Raindrop Tablas”            | Shyamal Maitra                  | 0:21    |
| 8.  | „Give My Mother a Soul Call” | Yogananda                       | 4:30    |
| 9.  | „Heaven's Gate”              | Daevid Allen, Keith Bailey      | 4:49    |
| 10. | „Snake Tablas”               | Shyamal Maitra                  | 0:34    |
| 11. | „Loli”                       | Daevid Allen, Graham Clark      | 5:09    |
| 12. | „Là Bas Là Bas”              | Charlélie Couture, Daevid Allen | 4:06    |
| 13. | „I Gotta Donkey”             | Daevid Allen                    | 2:12    |
| 14. | „Can: You Can”               | Didier Malherbe                 | 9:09    |
| 15. | „Confiture de Rhubarbier”    | Pip Pyle                        | 1:18    |
| 16. | „Parkin Triumphant”          | Graham Clark                    | 0:06    |
| 17. | „Longhaired Tablas”          | Shyamal Maitra                  | 0:14    |
| 18. | „Éléphant la Tête”           | Didier Malherbe, Shyamal Maitra | 4:41    |
| 19. | „Mother's Gone”              | Daevid Allen                    | 1:12    |
| 20. | „Éléphant la Cuisse”         | Didier Malherbe, Graham Clark   | 3:26    |
| 21. | „White Doves”                | Viraj, Sunsinger                | 5:24    |
| 22. | „Gnomoutro”                  | Daevid Allen                    | 0:27    |
|     |                              |                                 | 1:06:00 |

## Twórcy
Opracowano na podstawie materiału źródłowego.
Muzycy:
- Daevid Allen – gitary, śpiew
- Keith Bailey – gitara basowa, śpiew (2, 9)
- Graham Clark – skrzypce, głosy
- Shyamal Maitra – tabla, ghatam, djembe, darbuka, automat perkusyjny, perkusja (13)
- Didier Malherbe – saksofony, keyboardy, flet, piccolo
- Pip Pyle – perkusja, dziesięć zielonych butelek i krzyk

Dodatkowi muzycy:
- Charlélie Couture – śpiew (12)
- Tom the Poet (13)
- Loy Ehrlich – keyboardy (8), kora (5)
- Mark Robson – keyboardy, śpiew (22)

Produkcja:
- Dino Watkyn, Nigel Gilroy – produkcja muzyczna